# R
R (er, minuskuła: r) – osiemnasta litera alfabetu łacińskiego i dwudziesta trzecia alfabetu polskiego. Oznacza zwykle w danym języku spółgłoskę rotyczną, np. [r], [ɾ] lub [ɹ].

## Inne reprezentacje litery R
| Sygnalizacja                            | Sygnalizacja       | Sygnalizacja | Język migowy | Język migowy | Język migowy | Alfabet Braille’a |
| flaga Międzynarodowego Kodu Sygnałowego | Alfabet semaforowy | Kod Morse’a  | francuski    | kanadyjski   | polski       | Alfabet Braille’a |
| --------------------------------------- | ------------------ | ------------ | ------------ | ------------ | ------------ | ----------------- |
|                                         |                    | Rⓘ           |              |              | i            |                   |